# François Jannot
Pour les articles homonymes, voir Jannot.
Claude Marie Ferdinand François Jannot est un homme politique français né le 10 novembre 1807 à Montpont (Saône-et-Loire) et décédé le 15 février 1895 à Paris 8e.

## Biographie
Caissier au bureau des finances de Louhans, il est député de Saône-et-Loire en 1849, siégeant au groupe d'extrême gauche de la Montagne. Compromis dans la journée du 13 juin 1849, il est déchu de son mandat et déporté.